# Dobra, Gradiščanska
Dobra (nemško Neuhaus am Klausenbach, madžarsko Vasdobra) je trg in trška občina na Gradiščanskem, ki spada pod okraj Ženavci (Jennersdorf), v Avstriji. Kraj leži v trikotniku trideželnega krajinskega parka Raab-Örseg-Goričko. Po občini teče potok Dobra (Doiberbach), ki teče v reko Rabo.

## Geografija
Občina leži na nadmorski višini 359 m nadmorske višine nedaleč od tromejnika Avstrija-Madžarska-Slovenija v Naravnem parku Raab-Őrség-Goričko in je najjužnejša občina Gradiščanskega z (najbolj jugozahodno točko Mejnikom Marije-Terezije). V Bonasni (nem. Bonisdorfu) na meji s Slovenijo s 417m visokim Sotinskim bregom leži najvišja točka v okrožju Ženavci. Kraj daje ime tudi za enakoimenovano Dobrsko gričevje, ki se razprostira čez državne meje in se v Sloveniji imenuje Goričko  (»gričevnata dežela«) in na Madžarskem Vasi-Hegyhát ("Vas-Gričevje").

### Sestava občine
Občinsko območje obsega naslednje štiri kraje (v oklepaju število prebivalcev):
- Bonasna (100) skupaj z Ekom in Sotinskim bregom (nem.:Stadelberg)
- Strgarjevo (193) skupaj s Strigarjevim bregom, Liembleck in Romišek
- Žabnica  (129) skupaj z Edelsbach in Strigarjevim bregom
- Dobra  (498) skupaj z Starim dvorom, Bachstraße, Pfaffengraben, Romišek, Sandriegel, Grajski vrh, Steinleiten in Taborjem

| Nemško ime              | Madžarsko ime | Slovensko ime |
| ----------------------- | ------------- | ------------- |
| Bonisdorf               | Bónisfalva    | Bonasna       |
| Kalch                   | Mészvölgy     | Strgarjevo    |
| Krottendorf bei Neuhaus | Békató        | Žabnica       |
| Neuhaus am Klausenbach  | Vasdobra      | Dobra         |

### Sosednje občine
| Kapfenstein Štajerska Avstrija        | Mlin-Grabno (Mühlgraben) Gradiščanska Avstrija |                                     |
|                                       |                                                | Suhi Mlin (Minihof-Liebau) Avstrija |
| Sveta Ana pri Igu, Štajerska Avstrija | Kuzma Slovenija                                | Monošter Madžarska                  |

## Zgodovina
Dobra je najjužnejša občina Gradiščanskega, ki se nahaja na mejnem trikotniku Avstrija-Ogrska-Slovenija v tristranskem naravnem parku Raab-Örseg-Goričko in je bila prvič omenjena leta 1157.
Dobra je dobila ime Dobra po Doberskem potoku (Doiberbach)u (1213 rivulus Dobra), katerega ime izvira iz slovanskega »dobra voda« = »dobra voda«. Začetki poselitve segajo verjetno v prazgodovino. Na območju Ženavcev so najdbe gomilnih grobišč iz rimskih časov. Po rimskem cesarstvu in vdoru Hunov in Langobardov so Slovani naselili to regijo. Okoli leta 900 je panonsko območje prešlo pod oblast Madžarov in so ga naselili nemški priseljenci. Ko so se v 12. stoletju Babenberžani, ki so bili štajerski mejni grofje lotili varovanja vzhodne meje svoje posesti s pasom utrjenih gradov, so Madžari začeli utrjevati tudi svojo zahodno mejo. Wolfer Vildonski, ki je imel velika posestva na zahodnem Madžarskem, je na današnjem Grajskem hribu (Burgbergu) v Gisingu  (Güssingu) zgradil benediktinski samostan, kateremu je podaril obsežne posesti. V ustanovni listini benediktinskega samostana Gising je Dobra omenjena pod slovanskim imenom Podgrad (grad). Kraj je bil poznan še v 14. stoletju pod madžarskim imenom "váralja", kar pomeni tudi grajsko območje. Gradiščanski raziskovalec gradu Dobra Josef Karl Homma meni, da je bil grad Dobra (Neuhaus) prvič omenjen že leta 1170 pod imenom »novum castrum«. Tako je grad Dobra ena najstarejših utrdb na avstro-ogrskem obmejnem območju in je bila verjetno madžarski protiutež štajerskemu gradu Kapfenstein. Spadal je v vplivno sfero grofov Gisingov. Njegova vojaška naloga je bila zaščititi ozemlje med Rabo in Muro. 
Okoli leta 1200 so bili gradiščani bratje Pavel, Nikolaj in Štefan, ki so bili med privrženci oziroma ministeriali grofov Gising. Kmalu zatem je bila Dobra izročena opatiji Monošter, vendar ga je grof Andrej Gising pred letom 1213 vzel nazaj v svojo last. Kmalu zatem je grad pripadel ogrskemu kralju. Bela IV. ga je dal razširiti in okrepiti. Pavel Doberski (von Neuhaus) je bil okoli leta 1220 glavni okrožni sodnik. Bil je tudi tovariš po orožju Henrika I. Gisingškega. Leta 1271 je z okupacijo trdnjavo prevzel češki kralj Otokar II. Přemysl.  V mirovni pogodbi med madžarskim kraljem Štefanom V. in Otokarjem je bil grad prvič omenjen in poimenovan kot »castrum Dobra«. Po Otokarjevi smrti leta 1278 je Dobra spet pripadla Ogrski. Za gospodarja gradu sta imenovana brata Nikolaj in Štefan iz družine Geregye. Nikolaj je bil grof Železna ali Eisenburški in Štefan vojvoda Transilvanije.  Dobra je bila pomembno oporišče za ogrske kralje v sporu z Avstrijci in grofi Gisingi. Rodbina Geregye, ki je živela na Egervárju, je bila verjetno lastik Dobre do leta 1320. Nato je pripadla ogrski kroni. Tu se je začasno naselil štajerski Artholf von Kapfenstein. Leta 1387 je kralj Sigismund grad in gospostvo Dobra podelil palatinu (namestnik madžarskega kralja) Nikolaju Széchyju. Gospostvo je bilo prej odvzeto Kapfensteinerju. Sigismund je hkrati prenesel donosne patronatske pravice nad samostanom Monošter na sinove Nikolaja Széchyja, Janeza, Nikolaja II. in Petra II. Kot pri večini gradov na avstro-ogrskem obmejnem območju so se grajski gospodje včasih nagibali k Madžarom in včasih Avstrijcem. Leta 1459 je Janez Széchy in 24 drugih madžarskih magnatov sodelovalo pri izvolitvi Friderika III. za madžarskega kralja na gradu Gising. To menjavanje strani je pripeljalo do tega, da je grad leta 1467 osvojil in delno uničil gradiščan iz Schlaininga vitez Andrej Baumkircher, ki je takrat podpiral Matijo Korvina v njegovem boju proti Frideriku III. Kraj Dobra (Neuhaus) je pridobil trške pravice leta 1478.
V Pressburškem miru leta 1490 je kralj Maksimilijan I. uspel Habsburžanom zagotoviti večino mejne oblasti,  vendar je Dobra bila še vedno pripadala madžarskim kraljem. Po Janezu  Széchyju je gospostvo prevzel njegov brat Nikolaj II. Kot glavni hlevski mojster Matije Korvina se je seveda postavil na stran madžarskega kralja. Bil je tako bogat, da je lahko kralju Vladislavu II. oskrbel lastno vojaško enoto viteške konjenice. Pod njim je bil grad prezidan in znatno razširjen. Njegov sin Tomaž II. Széchy je padel v boju proti Turkom v bitki pri Mohaču. Zadnji moški predstavnik družine Széchy je bil njegov sin Štefan, ki je bil najbolj znan po zlorabi svojih patronatskih pravic nad samostanom Monošter in napadih na premoženje opatije Monošter. Po ukazu kralja Ferdinanda I. je moral vrniti prisvojeno samostansko premoženje. Umrl je leta 1535 brez potomcev. Druga veja rodbine Széchy je imela v lasti tudi gradova Grad in Murska Sobota v današnji Sloveniji, kjer je do leta 1685 ostala vodilna plemiška rodbina na Murskem polju. Štefanova sestra Margareta se je leta 1541 poročila s cesarskim kapitanom grofom Niklasom  Salmom. Njuna hči Magdalena je gospostvo Dobra prinesla v zakon z baronom Ladislavom III. Popelom von Lobkowitzem, ki je pripadal češki aristokraciji. Toda tudi ta par ni imel moških dedičev.
Kot večina aristokratov tistega časa sta bili tudi Magdalena in njena hči Eva vneti zagovornici Luteranstva. Nadvojvoda Ferdinand je ukazal izgon vseh protestantskih pridigarjev in učiteljev. Nekateri med njimi so našli zatočišče na gradu Dobra, kar je privedlo do ukora s strani kralja Rudolfa II.. V vstaji transilvanskega kneza Štefana Bočkaja (Bocskaya) pa je Magdalena von Popel-Lobkowitz podprla Habsburžane. Bočkajev general Gregor Némethy je leta 1605 s svojimi hajduki opustošil obmejna območja, a gradu ni uspel resno napasti. Eva Popel-Lobkowitz se je leta 1607 poročila s Francom II. Batthyányjem, s čimer je gospostvo pripadlo njegovi družini.  
Franc II. Batthyány je kot nagrado za svoje uspehe v boju proti Turkom najprej prejel nekaj posesti od generalov Héderváryja in Töröka, ki sta zaradi opustitve beograjske trdnjave padla v nemilost. To je bila osnova za bogato posest Batthyanyjev, ki je kasneje obsegala večino južnega Gradiščanskega, čeprav je bila razdeljena na več družinskih vej. Batthyányjevi niso živeli v Dobri, ampak so imeli raje svoja bivališča v Gisingu in Körmendu. Eva je ostala zvesta protestantizmu, ko je njen sin Adam iz političnih in finančnih razlogov prestopil v katoličanstvo in se poročil s katoliško grofico Auroro Formantini iz Gorice. Ta sprememba vere mu je med drugim prinesla naziv grofa. Eva se je bridko umaknila na grad Dobra, ki je ostal luteranski branik pred protireformacijo. Umrla je leta 1640. 
Po tem grad ni več služil kot plemiška rezidenca. V njem so živeli le gospoščinski uradniki. Da bi zaščitil svoje posesti, je grof Krištof II. Batthyány leta 1683 sodeloval s Turki in uporniki pod vodstvom Emerika Thökölyja. Cesarske čete so zato plenile po gospostvu Dobra. Ko so se ti umaknili, ga je zasedlo 1000 Hrvaških konjenikov in 600 hajdukov. Teden dni pozneje je te nepovabljene goste spet pregnal cesarski kontingent. Grof Krištof II. Batthyány se je pred tem modro pomiril s cesarjem. Leta 1704 so gospostvo zasedli kuruci madžarskega magnata Franca II. Rákóczija.
Proti koncu 17. stoletja je gospostvu pripadalo 26 vasi, od katerih so bile nekatere v današnji Madžarski in v Sloveniji. Dobra je bila tudi sedež obsežnega deželnega sodišča. Zaradi svoje velikosti je bilo razdeljeno na sedem podsodišč. Na nekdanje usmrtitveno mesto, kjer je bila zadnja usmrtitev leta 1834, še vedno spominja topografsko ime Visliški križ. V začetku 18. stoletja so se zaposleni uradniki gospoščine preselili v bližnji grad Tabor oziroma so grad prepustili propadanju.

V 17. in 18. stoletju so v njej živeli Slovenci. Do leta 1898 se je zanj uporabljalo madžarsko ime Vasdobra. Po koncu prve svetovne vojne, leta 1919, je kraj pripadel Avstriji. Od leta 1921 pripada novo ustanovljeni pokrajini Gradiščanski. Dobra je od leta 1992 naprej tržno mesto. 
Ruševine gradu Dobra, zgrajenega na vulkanskem stožcu, poseljenem po letu 800 , z dvema župnijskima cerkvama (rimskokatoliška iz 17. stoletja, protestantska iz 18. stoletja) kot tudi grad Tabor, najstarejša zgrajena stavba v okrožju (15. stoletje). Tako kot vsa Gradiščanska je kraj  do leta 1920/21 pripadal Madžarski (nemški Zahodni Madžarski). Od leta 1898 se je moral zaradi madžarizacijske politike vlade v Budimpešti uporabljati madžarski toponim Vasdobra. Po koncu Prve svetovne vojne je bila po težkih pogajanjih nemška-zahodna Madžarska leta 1919 dodeljena Avstriji Trianonsko mirovno pogodbo. Kraj je pripadel novoustanovljeni zvezni deželi Gradiščanska od leta 1921 (glej tudi Zgodovina Gradiščanske). Dobra (Neuhaus am Klausenbach) je trška občina od leta 1992 (prek VO; 74).

## Kultura in znamenitosti
- Ruševine gradu Dobra na Gradiščanskem
- Grad Tabor pri Dobri
- Katoliška župnijska cerkev v Dobri sv. Štefan, madžarski kralj
- Evangeličanska župnijska cerkev V Dobri
- Tromejnik pri Strgarjavi, z Mejnikom Marije-Terezije (zgodovinska mejna oznaka); Tematska pot "Stara meja" do drugih terezijanskih kamnov.